# 大南山石刻革命标语红宫红场
大南山石刻革命标语红宫红场，位于广东省汕头市潮南区红场镇，由三部分组成，于1979年被列入为广东省级文物保护单位。
大南山石刻革命标语，位于潮南区、普宁市、惠来县三县市区交界处的大南山，为土地革命时期，由中共东江特委和潮普惠县委组织翁千等人，在大南山的天然石头上镌刻的。其中在红场镇辖区内有37幅，另外属惠来普宁境内的各有10条。标语内容较为人所知的有“巩固苏维埃政权”、“潮普惠工农兵第一次代表大会万岁”、“反对第二次世界大战”、“拥护中国共党”、“红军苏维埃”、“男女平等、婚姻自由”等。
大南山红宫，位于潮南区红场镇林招村，原为李氏祖祠。1929年7月，潮阳、普宁、惠来三县工农革命军和部分赤卫常备队在此集会成立红军47团。同年冬潮阳县革命委员会在此成立。另外这场所也是彭杨军校第四分校的校址。因该词四周外墙被刷成红色，故名红宫。该祠坐西向东，为一厅一天井一拜亭土木结构，占地面积326.3平方米。
大南山红场，位于潮南区红场镇大陂村，是土地革命时期中共东江特委司令部所在地。该处是在1931年春由东江特委和潮普惠苏维埃政府领导人组织群众开辟的，占地14000平方米。1931年5月17日至23日东江工农兵第二次代表大会在此召开，东江特委书记徐国声给该场命名为“红场”。